# Joplin (logiciel)
Pour les articles homonymes, voir Joplin.
Joplin est un éditeur de texte en Markdown, HTML ou WYSIWYG, permettant la prise de notes synchronisable,, développé par l’ingénieur breton Laurent Cozic. Il est utilisable sur ordinateur de bureau (Linux, mac OS et Windows), mobile (iOS, Android) ainsi que via un terminal. C’est un logiciel open source modulaire dont le financement est constitué par des dons via GitHub, Liberapay, Patreon et PayPal.
Joplin propose aussi un hébergement facultatif et payant des données sur ses serveurs.